# EJ 675
EJ 675 (читать ЭЙе 675, чеш. Elektrická Jednotka, 675-й тип) — двухэтажный межрегиональный электропоезд двойного питания производства компании Škoda Transportation холдинга Škoda (завод Škoda Vagonka). Заводское обозначение 8Ev. Иногда может упоминаться без префикса EJ (просто как электропоезд серии 675 Украинских железных дорог), или коротко — по принадлежности к этому оператору — УЗ 675.

## История создания и выпуска
Электропоезд создан на базе поезда той же фирмы серии 471 для железных дорог ČD (Чехия), известного как CityElefant. Бренд CityElefant стал также восприниматься как имя для семейства созданных на базе электропоездов ČD серии 471 и иногда употребляется и для EJ 675.
До появления EJ 675 разные поезда этого семейства поставлялись в Литву и Словакию. Данные по моторвагонным электропоездам CityElefant приведены ниже в таблице:
| Серия  | Оператор | Композиция      | Электропитание     | Год выпуска первого образца |
| ------ | -------- | --------------- | ------------------ | --------------------------- |
| 471    | ČD       | Мг+Пп+Пг        | 3 кВ               | 1997                        |
| EJ 575 | LTG      | Мг+Пп+Пг, Мг+Пг | 25 кВ 50 Гц        | 2008                        |
| 671    | ZSSK     | Мг+Пп+Пг        | 25 кВ 50 Гц / 3 кВ | 2010                        |
| EJ 675 | УЗ       | Мг+4Пп+Мг       | 25 кВ 50 Гц / 3 кВ | 2012                        |

Всего построено два электропоезда, обозначенных EJ 675, с порядковыми номерами 001 и 002; оба состава выпущены из производства в январе 2012 года.
Оба электропоезда серии EJ 675 были закуплены Украинскими железными дорогами в рамках подготовки к чемпионату Европы по футболу Евро-2012. Согласно контракту, подписанному 12 января 2011 года, стоимость двух электропоездов составила 39,9 млн евро.
В марте 2012 года электропоезд проходил комплексные испытания на экспериментальном кольце Велим (ŽZO Velim), также известном, как полигон Церхенице (ŽZO Cerhenice).
13 марта 2012 года в Чехии на территории испытательного центра Велим состоялась церемония передачи первого электропоезда украинской делегации во главе с вице-премьер-министром Украины — министром инфраструктуры Б. В. Колесниковым.
25 марта 2012 года в расположение РЭД ВЧ-1 Харьков-Сортировочный Южной железной дороги прибыл первый из двух электропоездов серии EJ 675. Из Чехии в Харьков электропоезд был доставлен по железной дороге через Чоп, Львов и Киев. Пусконаладочные работы этих поездов проводились на станции Харьков-Сортировочный (при напряжении 3 кВ постоянного тока) и на участке Огульцы — Коломак (при напряжении 25 кВ переменного тока). Испытания электропоездов проводились на участках Лозовая — Славянск (постоянный ток) и Борисполь — Барышевка (переменный ток).

## Общие сведения

### Назначение
Электропоезд с местами 1 и 2 класса предназначен для межрегиональных перевозок пассажиров на электрифицированных участках железных дорог шириной колеи 1520 мм с номинальным напряжением в контактной сети 3 кВ постоянного тока или 25 кВ переменного тока частоты 50 Гц, в зависимости от типа электрификации линии.

### Составность
Электропоезд представлен в шестивагонной составности и сформирован из двух головных моторных вагонов (Мг) и четырёх прицепных промежуточных вагонов (Пп), то есть в композиции Мг+4Пп+Мг. Такой состав может работать самостоятельно либо в сцепе с другим таким же составом по системе многих единиц.

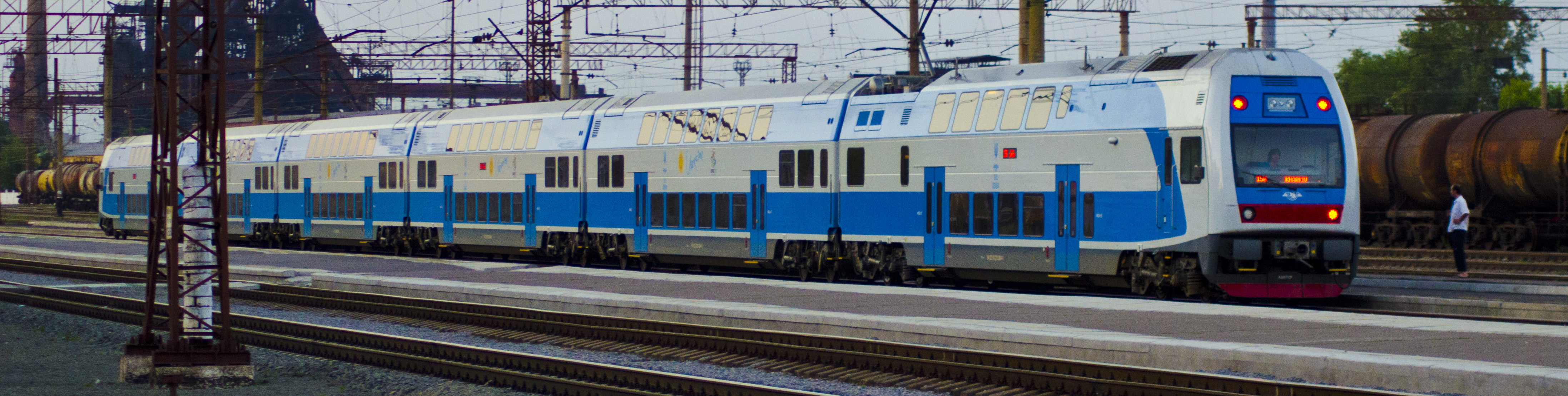
EJ 675 на станции Краматорск Донецкой железной дороги

### Технические характеристики

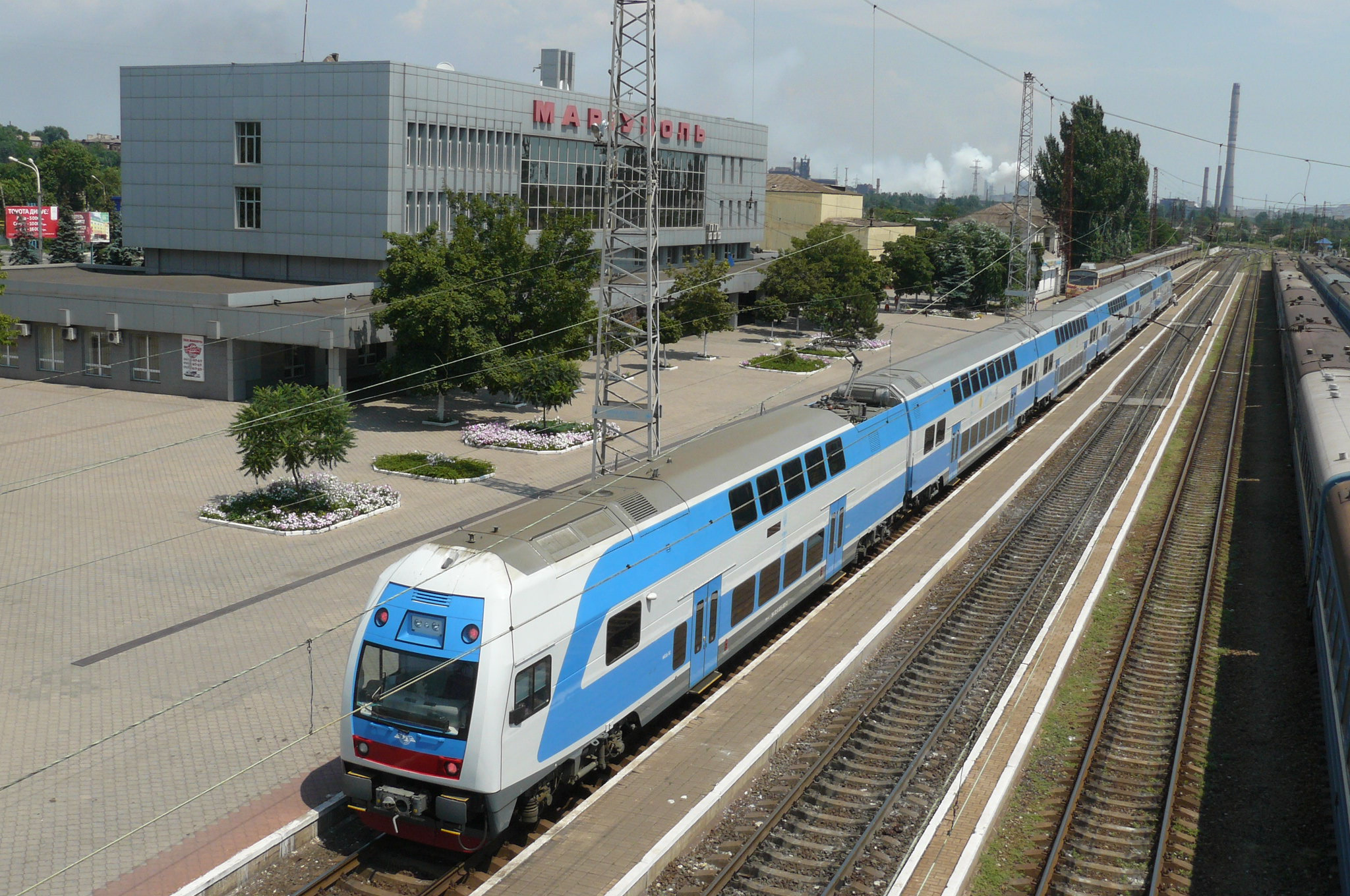
EJ 675 на станции Мариуполь. Крышевое оборудование

Параметры электропоезда (источник , если не указано иное):
- ширина колеи — 1520 мм;
- максимальная скорость — 160 км/ч[2][15];
- длина состава — 158 400 мм[2][15];
- длина вагона — 26 400 мм[15];
- ширина — 2820 мм[2][15];
- высота крыши — 4635 мм;
- высота по токоприёмнику — 5000 мм;
- высота пола на уровне входа — 550 мм;
- количество мест — 623 (46 мест 1 класса и 577 мест 2 класса)[2][15];
- количество мест для инвалидов в колясках — 4;
- количество мест для велосипедов — 8;
- пассажировместимость — 1263 человека;
- мощность ТЭД — 500 кВт;
- выходная мощность — 8×500=4000 кВт.

Осевая формула моторного вагона 20-20, прицепного вагона 2-2 (соответственно Bo'Bo' и 2'2' по системе UIC).

### Нумерация и маркировка

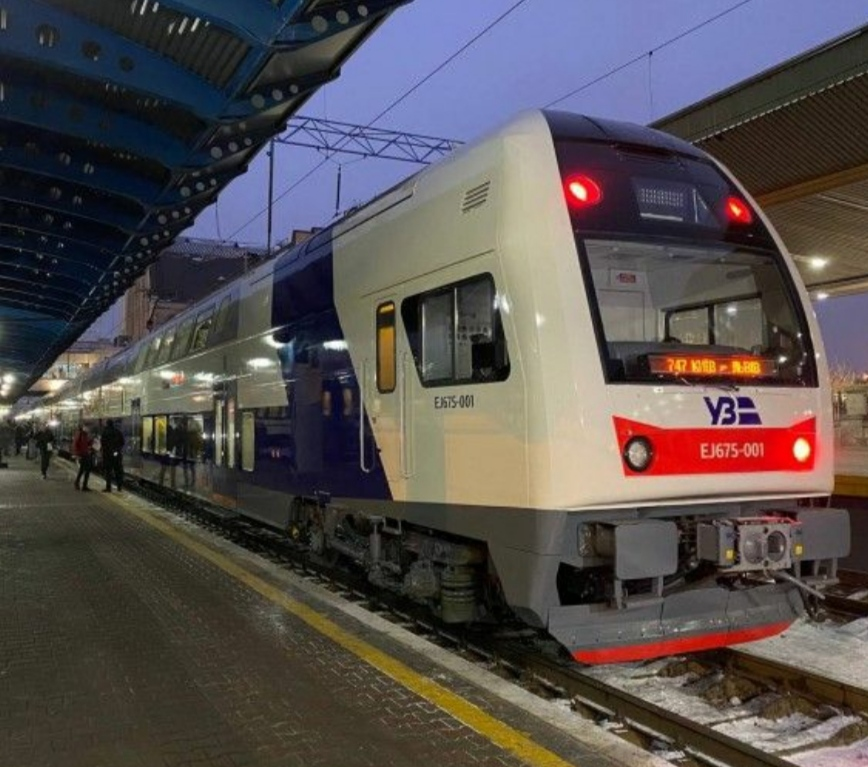
EJ 675-001 после капитального ремонта (новая окраска и маркировка)

Обозначение EJ 675 установлено для всей серии и на вагоны изначально не наносилось. Первая цифра индекса кодирует тип питания (3/25 кВ), вторая и третья — ширину колеи (1520 мм).
Изготовителем установлено обозначение моторных головных вагонов 225, прицепных промежуточных — 227. Эксплуатантом установлено обозначение моторных вагонов 225, промежуточных — 226 и 227.
По состоянию на 2017 год на вагоны поезда EJ 675-002 была нанесена маркировка, содержащая тип и номер вагона, а также сетевой номер вагона. Маркировка выполнялась на бортах вагонов (на лобовой части был нанесён только логотип ПАО «Укрзализныця»). Надписи расположены в трёх строках. Первая содержит трёхзначный тип вагона (например 227), вторая — его порядковый номер в пятизначном формате (например 00003). Эти строки выполнены между рядами окон. Сетевой номер нанесён ниже окон первого этажа и содержит 12 цифр, разделённых на группы пробелами и дефисом. Например, вагон типа 225 с порядковым номером 00003 имеет сетевой номер 94 22 0 225 003-3.
В то же время формат маркировки вагонов поезда EJ 675-001 отличался от описанной выше указанием типа и номера головного вагона на лобовой части (по центру над автосцепкой). Тип также был указан в трёхзначном формате (то есть 225); затем, через пробел, следовал номер вагона в формате, аналогичном сетевому (XXX-Y, где XXX — трёхзначный порядковый номер, Y — контрольная цифра). После проведения капитального ремонта в конце 2021 года маркировка этого состава изменилась; в частности, на лобовой части (между буфрными фонарями) и под боковыми окнами машиниста появилась маркировка EJ675-001, то есть обозначение (без пробела) и трёхзначный номер состава.
Информация по номерам вагонов обоих электропоездов приведена ниже в таблице.
| Тип (место в составе) | 225 (1) | 226 (2) | 227 (3) | 227 (4) | 226 (5) | 225 (6) |
| --------------------- | ------- | ------- | ------- | ------- | ------- | ------- |
| Для EJ 675-001        | 001-7   | 001-6   | 001-5   | 002-3   | 002-4   | 002-5   |
| Для EJ 675-002        | 003-3   | 003-2   | 003-1   | 004-9   | 004-0   | 004-1   |

## Конструкция
Корпуса вагонов изготовлены из алюминиевых профилей большой площади. Каждый вагон имеет по два тамбура с выходами на обе стороны каждый. Тамбуры выполнены низкопольными, что позволяет производить посадку и высадку пассажиров при средних и низких платформах. Они адаптированы для посадки инвалидов в колясках.
Салоны обоих классов оборудованы системой кондиционирования воздуха. Предусмотрены розетки с напряжением 230 В и возможность беспроводного подключения к сети Интернет по технологии Wi-Fi. Установлена система оповещения и видеомониторы для просмотра фильмов и рекламы. Имеются туалеты, адаптированные для лиц с ограниченными возможностями. Предусмотрены два помещения для персонала и буфет (бистро).
Микропроцессорная система управления позволяет работать машинисту в одно лицо. Диагностические данные передаются беспроводным методом. В вагонах установлено внешнее и внутреннее видеонаблюдение. Параллельно работают устройства и системы безопасности КЛУБ-У, ТСКБМ и AVV.

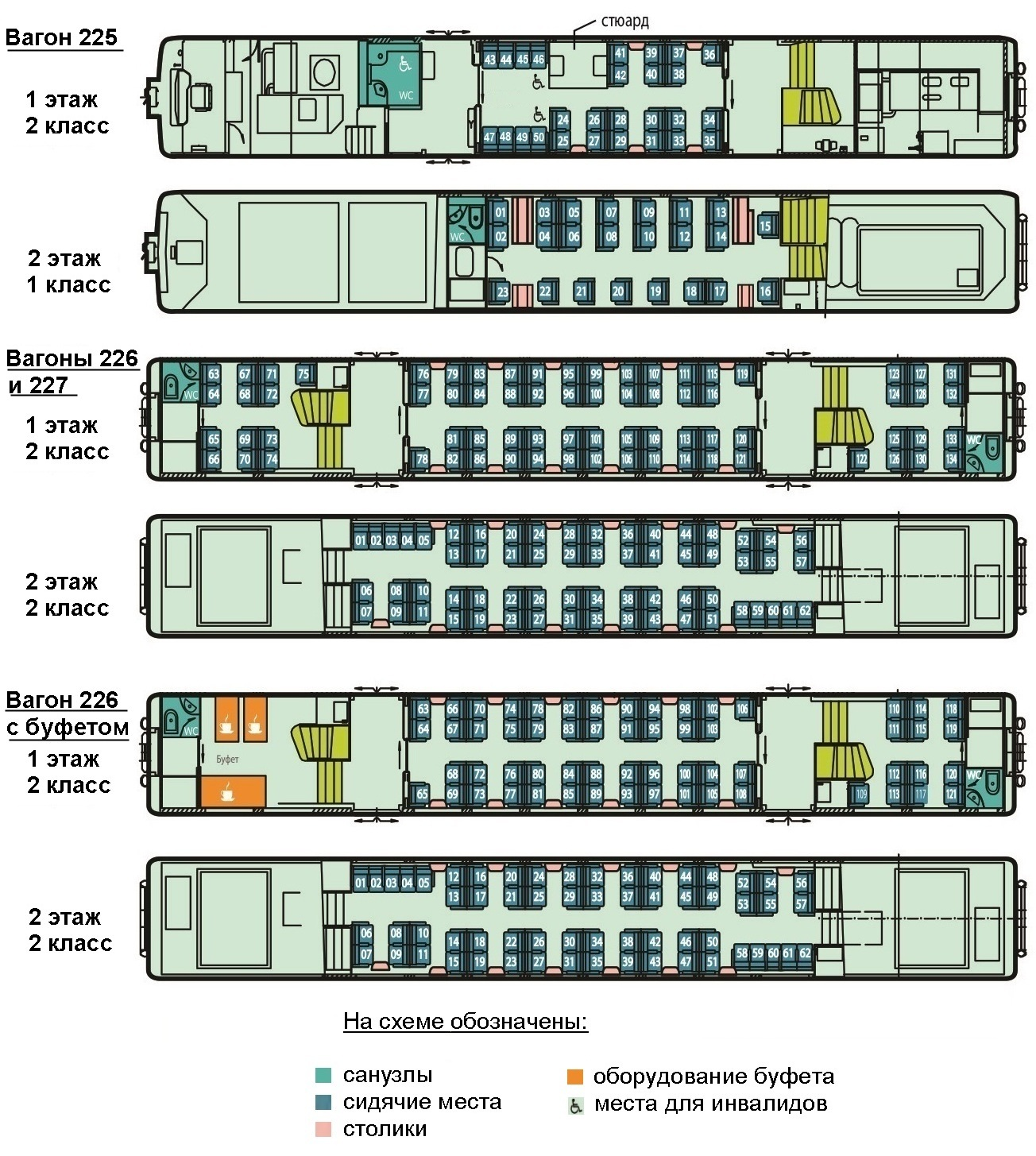
Компоновка вагонов поезда EJ 675

## Эксплуатация
Электропоезда с мая по октябрь 2012 курсировали по кольцевым маршрутам Харьков — Донецк — Мариуполь — Донецк — Днепропетровск — Харьков и Харьков — Днепропетровск — Донецк — Луганск — Донецк — Харьков.
Согласно графику от 11 ноября 2012 года два состава EJ 675 скоростных дневных поездов «Интерсити» курсировали по направлениям:
1. Харьков — Донецк — Днепропетровск — Донецк — Днепропетровск;
2. Днепропетровск — Донецк — Харьков — Донецк — Харьков.

Через два года после ввода поездов в эксплуатацию (в ноябре 2014 года) EJ675-002 был снят с эксплуатации для проведения планового текущего ремонта. По той же причине эксплуатация EJ 675-001 приостановлена с марта 2015 года. Ремонт EJ 675-002 был завершён 20 января 2016 года, и с 12 февраля по 25 марта того же года ПАО «Укрзализныця» назначило его курсирование в качестве дневного скоростного поезда «Интерсити» № 785/786 (Харьков — Киев) с целью изучения пассажиропотока.
16 июня 2016 года впервые началось движение EJ 675 по маршруту Харьков — Геническ. В этот день в Геническ торжественно прибыл состав EJ 675-002.
4 сентября 2016 года открылось движение EJ 675 по маршруту Киев — Харьков — Винница.
C 4 октября 2016 года оба состава эксплуатируются Украинской железнодорожной скоростной компанией (УЖСК), являющейся филиалом УЗ.
4 ноября 2017 года EJ 675 вышел на маршрут Киев — Тернополь (поезд «Интерсити» № 747). График движения — ежедневно, кроме понедельника. Предусмотрены остановки поезда на маршруте также в небольших городах Подолья: Казатине, Калиновке, Гнивани, Деражне, Волочиске.
Далее оба состава на 2020 и 2021 годы были отстранены от эксплуатации в связи с необходимостью проведения капитального ремонта. 30 декабря 2021 года отремонтированный EJ 675-001 вышел в рейс № 747 Киев — Львов. Работы по ремонту EJ 675-002 планируется закончить в первой половине 2022 года.
Работы по обновлению EJ 675-001 проводились на Киевском электровагоноремонтном заводе с февраля 2021 года. В ходе работ выполнен ремонт экипажной части и тормозного оборудования, а также всех систем жизнеобеспечения поезда. Обновлён интерьер салона (перетянуты кресла, заменены окна и напольное покрытие и тому подобное).

### Комментарии
1. ↑  Букв. электрическая секция (электропоезд).
2. ↑  ČD — чеш. České dráhy, Чешские железные дороги.
3. ↑  LTG — лит. Lietuvos geležinkeliai, Литовские железные дороги.
4. ↑  ZSSK — словац. Železničná spoločnosť Slovensko, Железнодорожная компания Словакия.
5. ↑  УЗ — укр. Укрзалізниця, Украинская железная дорога.
6. ↑  Высокая платформа — платформа, высота которой над уровнем головки рельса (УГР) составляет 1100 мм. Средняя платформа — платформа, высота которой над УГР составляет 550 мм. Низкая платформа — платформа, высота которой над УГР не более 200 мм[21].